# Letteratura slovacca

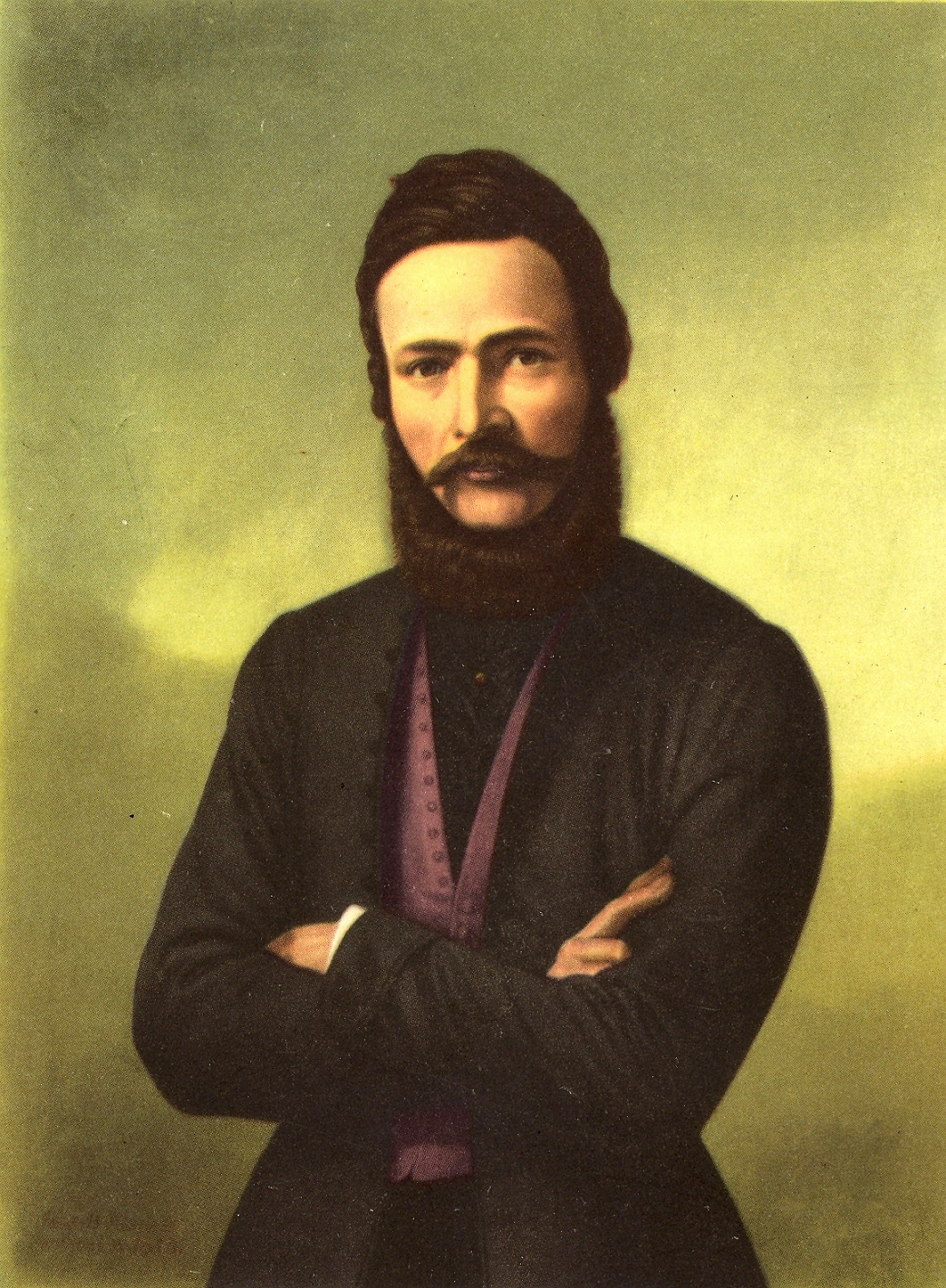
Ľudovít Štúr, codificatore della lingua slovacca

La letteratura slovacca è la letteratura della Slovacchia. Sebbene abbia origini medievali, la letteratura slovacca fiorì solo dopo la codificazione della lingua slovacca nel XIX secolo.

## Storia

### Medioevo (XI-XV secolo)
I primi monumenti della letteratura nel territorio dell'odierna Slovacchia risalgono al periodo della Grande Moravia (dall'863 all'inizio del X secolo). Gli autori di questo periodo sono San Cirillo, San Metodio e San Clemente di Ocrida. Le opere trattano temi cristiani: il poema Proglas è un'introduzione ai quattro Vangeli, si traduce parzialmente la Bibbia in antico slavo ecclesiastico; oppure sono redazioni di leggi: Zakon sudnyj ljudem.
Dall'XI secolo al XV secolo i testi sono scritti in latino, in ceco e in un ceco slovacchizzato. La Poesia lirica, di argomento sacro, (preghiere, canzoni e formulari) proviene da un ambito strettamente ecclesiastico, mentre la poesia epica si concentra sulle leggende. Fra gli autori di questo periodo Johannes de Thurocz scrisse la Chronica Hungarorum, un'opera storica, e San Mauro di Pécs, che scrisse le leggende di San Benedetto e di San Zeroardo (Svorad). Appare la letteratura profana con la redazione di cronache.

### Il rinascimento (1500-1650)
Una letteratura nazionale fece la sua prima comparsa nel XVI secolo, molto più tardi rispetto alle letterature nazionali dei Paesi vicini. È il latino a dominare come lingua letteraria. Oltre ai temi ecclesiastici, c'è uno sviluppo di temi tratti dalla storia antica, in particolare dall'antica Grecia e dall'antica Roma.
Il primo libro stampato in Slovacchia è il Libro dei giuramenti (1561) di Vašek Zaleský. Un primo poema epico-amoroso del Rinascimento slovacco è l'anonimo Siládi e Hadmázi (1560), ambientato nel quadro delle invasioni ottomane nell'Europa Centrale.
Juraj Tranovský è talvolta considerato come il padre dell'innodia slovacca: delle sue numerose raccolte di inni, la prima apparve nel 1629, scritta in latino, Odarum Sacrarum sive Hymnorum Libri III, ma la più importante e famosa fu la Cithara Sanctorum, scritta in ceco e pubblicata nel 1636 a Levoča. Quest'ultimo volume è alla base dell'innodia luterana in uso ancora oggi in Repubblica Ceca e in Slovacchia. Compensando la scarsità della letteratura slovacca, gli inni di Tranovský furono una sorgente per il risveglio del sentimento nazionale slovacco nei secoli successivi. Un'analoga raccolta di canti cattolici fu pubblicata ancora a Levoča nel 1655 con il titolo Cantus catholici dal padre gesuita Benedikt Sőlőši. Dei 290 canti che contiene, 227 sono in slovacco occidentale.

### Il barocco (1650-1780)
Con la distinzione fra letteratura sacra e profana che si era iniziata a sviluppare nel periodo rinascimentale, i conflitti religiosi tra cattolici e protestanti in Slovacchia durante l'epoca barocca portano a una netta separazione fra i due generi.
Daniel Sinapius-Horčička scrisse poesie latine e drammi per rappresentazioni scolastiche, prosa religiosa, raccolte di proverbi e poesie spirituali slovacche. La sua prosa mostra un sentimento nazionale, in quanto loda la lingua slovacca e si lamenta della mancanza di patriottismo degli Slovacchi.
Hugolín Gavlovič fu autore di scritti religiosi, morali e didattici scritti nel dialetto slovacco occidentale: fu il principale rappresentante della letteratura barocca in Slovacchia. Il suo capolavoro si intitola Valašská škola, mravúv stodola ("La scuola valacca, granaio delle tradizioni"), è un poema di 17 862 versi.

### Il classicismo (1780-1840)
Il classicismo slovacco è parte del neoclassicismo europeo che si sviluppa durante l'Illuminismo. L'ascesa del nazionalismo dopo la Rivoluzione francese riaccende la necessità delle letterature nazionali. Fino a metà del XIX secolo lo slovacco era generalmente scritto sotto la forma del ceco, con vari gradi di slovacchizzazione. La Gramatica Slavika di Anton Bernolák ricorreva a un dialetto slovacco occidentale usato come lingua letteraria (Bernolákovčina): da un lato questa scelta fu un progresso verso la moderna lingua letteraria slovacca, dall'altra però fu un insuccesso. Tuttavia, alcune opere importanti furono pubblicate nella lingua codificata da Bernolák, fra cui l'opera di Juraj Fándly del 1879 Dúverná zmlúva medzi mňíchom a ďáblom ("Patto di fiducia fra il monaco e il diavolo"). Alcuni autori slovacchi luterani di questo periodo, come Augustin Dolezal, Juraj Palkovič e Pavel Jozef Šafárik vollero invece privilegiare un'identità e una lingua comune fra cechi e slovacchi.
Il primo giornale ungherese Magyar Hirmondó uscì a Presburgo (l'odierna Bratislava) nel 1780, seguito nel 1783 dal primo giornale slovacco, fondato da Daniel Tállayi, Prešpurské Noviny, un bisettimanale che ebbe vita breve.
Jozef Ignác Bajza è noto per il suo romanzo René mláďenca príhodi a skúsenosťi (1784), che fu il primo romanzo scritto in slovacco.
In questo periodo si diffonde il panslavismo, movimento che in Slovacchia ha forte presa. Ján Kollár è il massimo intellettuale a propugnare l'ideale panslavistico, anteponendo al riscatto nazionale l'unione politica di tutti gli Slavi, certo della "missione" storica degli Slavi profetizzata dal filosofo tedesco Johann Gottfried Herder. Questa sua concezione pervade tutta la sua opera, sia i saggi sia la poesia. La sua raccolta di 150 poesie, intitolata Slávy Dcera, glorifica gli ideali panslavistici: le poesie sono divise in tre canti, che prendono nome dalla Saale, dall'Elba e dal Danubio. Il poema epico di Ján Hollý Svätopluk, pubblicato nel 1833, è una delle opere più significative di questo periodo.

### Il Risorgimento (1840-1871)
Ľudovít Štúr fu la guida del Risorgimento slovacco del XIX secolo, nonché l'autore della codificazione della lingua slovacca che condurrà alla lingua letteraria contemporanea. Come base della lingua fu scelto il dialetto della Slovacchia centrale. La codificazione di Štúr fu disapprovata da Ján Kollár e dai Cechi, che la consideravano come una rinuncia da parte slovacca alla collaborazione per creare una nazione ceco-slovacca: se gli Slovacchi avessero avuto una lingua letteraria propria, il movimento nazionale ceco-slovacco sarebbe risultato indebolito. Comunque la maggior parte degli scrittori slovacchi, anche i cattolici che fino ad allora erano ricorsi alla codificazione di Bernolák, accolsero favorevolmente la codificazione di Štúr. Nel 1844 scrisse Nárečja slovenskuo alebo potreba písaňja v tomto nárečí ("La lingua slovacca ossia la necessità di scrivere in questa lingua"). L'unica raccolta delle sue poesie Spevy a piesne ("Canti e canzoni") fu pubblicata a Presburgo nel 1853.
Janko Kráľ, esponente della poesia romantica, fu uno dei primi poeti a utilizzare la lingua slovacca codificata da Ľudovít Štúr e dai suoi compagni.
Le prime opere del drammaturgo Ján Chalupka furono scritte in ceco, ma dopo il 1848 iniziò a scrivere in slovacco e tradusse le sue prime opere dal ceco allo slovacco. Gli altri principali drammaturghi di questo periodo furono Jonáš Záborský, che fu anche storico e poeta, e Ján Palárik, importante anche come attivista culturale.

### Il realismo (1872-1917)
Pavol Országh Hviezdoslav scrisse la poesia della sua gioventù in ungherese, fino agli anni 1860. Nel 1871  partecipò alla redazione dell'almanacco Napred ("Avanti"), che segna l'inizio di una nuova generazione della letteratura slovacca. Introdusse il verso sillabico-tonico nella poesia slovacca e divenne il principale rappresentante del realismo slovacco. Il suo stile è caratterizzato da un ampio uso di neologismi e di espressioni di nuovo conio, che rendono le sue opere difficili da tradurre.
Martin Kukučín è l'altro principale rappresentante del realismo slovacco ed è considerato uno dei padri della prosa slovacca moderna. Altrettanto importante è considerato Svetozár Hurban Vajanský, che soprattutto nelle opere in prosa dimostrò di essersi lasciato alle spalle l'enfasi retorica della stagione romantica e di essere ugualmente lontano dalle rivendicazioni democratiche e dal simbolismo occidentale. Il suo realismo si concentra su problematiche individuali, anche perché per Vajanský è l'élite che deve farsi carico della direzione della nazione e anche degli interessi del popolo. Dal punto di vista della questione nazionale Vajanský eredita dall'ideale panslavistico kolláriano la concezione della Russia come liberatrice delle nazioni slave oppresse.
L'influsso di Vajanský fu notevole sulla scrittrice Elena Šoltésová, su Terézia Vansová, autrice di romanzi e sulla poetessa Ľudmila Podjavorinská, autrice anche di poesie per ragazzi.

### 1918-1945
Come conseguenza della caduta dell'Impero austro-ungarico e della nascita della Cecoslovacchia, sparirono le tensioni sociolinguistiche della magiarizzazione, che aveva tentato di emarginare la letteratura slovacca. Fra le due guerre mondiali, la preminenza della poesia, in cui si distinse Štefan Krčméry, importante anche come critico letterario e storico della letteratura, cedette il passo alla prosa. Živý bič ("La frusta vivente") di Milo Urban e il romanzo Jozef Mak di Jozef Cíger-Hronský del 1933 sono entrambi ambientati in un villaggio e affrontano il tema del cambiamento.
Da menzionare anche Nádaši-Jégé con la novella Adam Šangala (1923), nella quale descrisse le difficoltà dell'intero popolo slovacco del XVII secolo, vessato dai prepotenti e corrotti signori feudali.
Negli anni 1930 fiorisce il movimento letterario del modernismo cattolico, i cui autori principali furono i poeti Rudolf Dilong e Pavol Gašparovič-Hlbina.
Durante gli anni turbolenti della Prima repubblica slovacca e il ristabilimento della Cecoslovacchia, dominarono la scena due movimenti letterari separati, la prosa lirica di Cíger-Hronský, František Švantner, Dobroslav Chrobák, Ľudo Ondrejov e Margita Figuli da una parte e i surrealisti slovacchi (Štefan Žáry, Rudolf Fabry, Pavel Bunčák) dall'altra.

### 1945-1990
Durante gli anni del comunismo, agli intellettuali viene richiesto un impegno politico e un allineamento alle tendenze artistiche ufficiali. Il controllo sugli scrittori avviene attraverso l'Unione degli scrittori cecoslovacchi, che organizza la vita culturale della nazione, ma anche attraverso il divieto di pubblicare opere proprie (caso in cui gli scrittori si trasformano temporaneamente in traduttori) o, nel caso opposto, attraverso il conferimento di incarichi all'università e nelle accademie e di onorificenze. Agli scrittori, come al resto degli artisti, oltre a numerosi premi di Stato, sono assegnati il titolo di Artista meritevole e in caso di particolare distinzione il titolo di Artista nazionale. Una parte degli scrittori attivi nel periodo precedente è costretta a ritirarsi a vita privata o si rifugia in esilio.
I temi principali di questo periodo prevedono l'esaltazione dell'Insurrezione nazionale slovacca, del lavoro e della vita quotidiana, ma, poiché l'economia slovacca è basata sull'agricoltura, non di rado gli autori descrivono paesaggi rurali in cui ritrovano le radici dell'identità nazionale, il che rappresenta anche un legame con l'eredità letteraria dei periodi precedenti. Alcuni autori si spingono verso la descrizione di vicende domestiche e familiari, vissute con partecipazione emotiva.
Interessante è la collaborazione di poeti e scrittori ad attività artistiche quali la musica classica, il teatro e il cinema. Esempio ne fu Janko Alexy, importante sia come pittore sia come scrittore di prosa.
Nel dopoguerra spicca la figura del poeta e saggista Laco Novomeský, che nel 1954 subirà un processo politico terminato con una condanna a dieci anni di reclusione. Attorno a Novomeský ruota il gruppo dei "Davisti" legati ai politici Vladimír Clementis, che fu anche scrittore, e Gustáv Husák.
Fra gli altri poeti del tempo emerge Ján Smrek, dedito alla lirica amorosa, che inneggia alla bellezza e ne fa una ragione per vivere. Cadde in disgrazia nel 1948 e per un periodo dovette dedicarsi alla traduzione e alla letteratura per ragazzi. Più tardi tuttavia tornò in auge e fu premiato. Esponente del lirismo è invece la poetessa Maša Haľamová, la cui opera è dedicata ai sentimenti forti, ma nel contempo puri e fragili, della donna, espressi con delicatezza e melanconia.
Altro autore che passò dall'entusiasmo per il comunismo a rapporti problematici con il potere fu Ladislav Mňačko, flessibile figura di scrittore, poeta, drammaturgo, sceneggiatore e giornalista inviato di guerra, che dopo il 1968 emigrò in Austria, da dove scrisse pungenti satire contro il regime.
Per il teatro fu una figura di riferimento Ivan Stodola, già celebre prima della guerra come autore di commedie e tragedie. Nel 1951 fu condannato a otto anni di carcere, ma in seguito poté tornare in attività e fu premiato.
Fra le personalità più fedeli al regime notevole è il poeta e scrittore Fraňo Kráľ, che fu deputato ed ebbe incarichi dirigenziali e affrontò soprattutto temi sociali, in linea con l'ideologia comunista; il poeta Miroslav Válek si impegnò anche in politica: fu a lungo ministro della cultura e fu presidente dell'Unione degli scrittori cecoslovacchi. Ján Kostra, poeta e pittore, si rivolse a temi amorosi con una forte idealizzazione, ma non disdegnò di scrivere una poesia encomiastica per il 70º compleanno di Stalin. Andrej Plávka, pur con una sostanziale adesione al comunismo che lo portò a essere a lungo presidente dell'Unione degli scrittori slovacchi, assunse un atteggiamento moderato, in cui ritagliò uno spazio per i temi localistici e naturalistici.
Dopo la morte di Stalin nel 1956 incomincia l'attività letteraria di Milan Rúfus, l'autore che avrà maggior apprezzamento all'estero, la cui opera poetica assume un valore sociale e filosofico.